# تعدد الثقافات في كندا

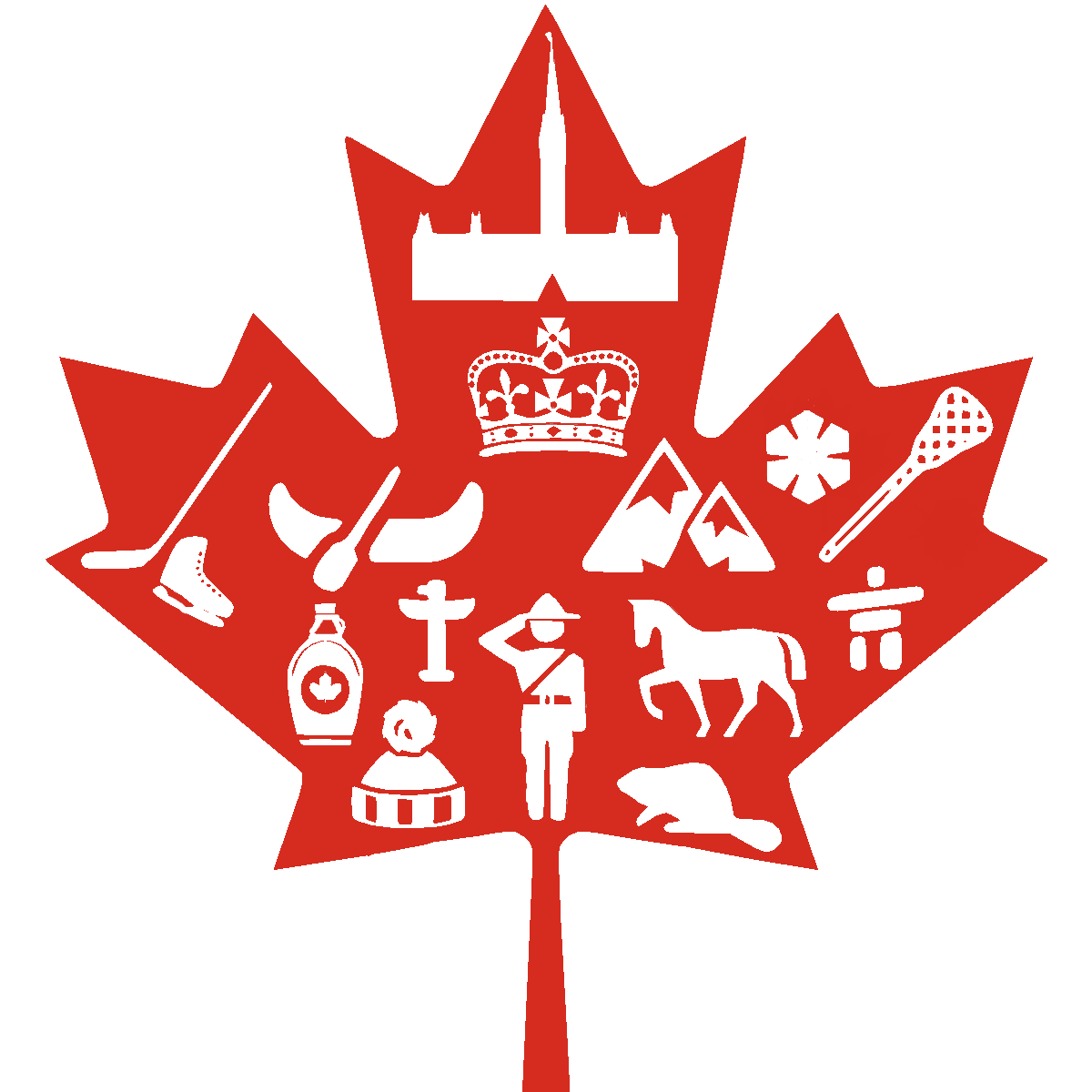

تعدد الثقافات في كندا يحظى بتاريخ طويل تحت أسماء متعددة. وفي واقع الأمر، كان التاريخ والثقافة الكنديان يتميّزان دومًا بتنوع كبير ومفعم بالحياة. فقد تبنت الحكومة الكندية سياسات تعدد الثقافات رسميًا خلال سبعينيات وثمانينيات القرن الماضي، وذلك من خلال الاحتفاء المتساوي بالأعراق والأديان والخلفيات الثقافية المتنوعة. وقد وُصفت الحكومة الفيدرالية الكندية بأنها داعية إلى التعددية الثقافية كأيديولوجية، وذلك بسبب تأكيدها المعلن على الأهمية الاجتماعية للهجرة الوافدة. وكثيرًا ما يشار إلى المفوضية الملكية للثنائية اللغوية والثنائية الثقافية الكندية على أنها أصل نشأة الوعي السياسي الحديث لتعدد الثقافات.
وأما الكنديون فقد استعملوا مصطلح «تعدد الثقافات» وصفيًا (كحقيقة واقعة) ومعياريًا (كوضع مثالي). والدلالة الأولى «لتعدد الثقافات» هي أنه وصف للعديد من التقاليد الدينية والتأثيرات الثقافية المختلفة التي من خلال توحدها وتعايشها معًا في كندا تشكّل الثقافة الكندية. فالدولة تتكون من أفراد ينتمون للعديد من الخلفيات العرقية والدينية والثقافية، وتتقبل التعدد الثقافي. وقد تعرضت كندا لموجات من الهجرة منذ تسعينيات القرن التاسع عشر، وبحلول ثمانينيات القرن العشرين كان نحو 40 في المائة من السكان ليسوا من أصول بريطانية أو فرنسية (وهما المجموعتان الأكبر بالدولة، والأقدم من بين السكان). وفي الماضي، تم إعطاء العلاقة بين البريطانيين والفرنسيين كثيرًا من الاهتمام في تاريخ كندا. وبحلول أوائل القرن الحادي والعشرين، شكّل الأفراد المنتمون لتراث خارج النطاق البريطاني والفرنسي غالبية السكان، مع ظهور نسبة مئوية تتزايد من الأفراد الذين يعرِّفون أنفسهم بأنهم «أقليات ظاهرة».
وقد انعكست فكرة تعدد الثقافات في القانون من خلال قانون التعددية الثقافية الكندي والفقرة 27 من الميثاق الكندي للحقوق والحريات، وتخضع لإدارة وزارة التراث الكندي. هذا ويؤكد قانون البث لعام 1991 على أن نظام البث الكندي ينبغي أن يعكس تنوع الثقافات في هذه الدولة. وبالرغم من السياسات الرسمية المتبعة، فإن هناك قطاعات من الشعب الكندي لا تزال توجه نقدها إلى مفاهيم التعدديات الثقافية وتطبيقات التشريعات المتعلقة بتعدد الثقافات.

## كتابات أخرى
- Banting، Keith؛ Kymlicka، Will (2010). Canadian Multiculturalism: Global Anxieties and Local Debates (PDF). British Journal of Canadian Studies. ج. 23 Issue 1. مؤرشف من الأصل (PDF) في 2018-12-22.
- Garcea، Joseph (2008). Postulations on the Fragmentary Effects of Multiculturalism in Canada. Canadian Ethnic Studies. ج. 40 Issue 1. مؤرشف من الأصل في 2012-07-13.
- Ninette Kelley؛ Michael J. Trebilcock (2010). The making of the mosaic: a history of Canadian immigration policy. University of Toronto Press. ISBN:978-0-8020-9536-7. مؤرشف من الأصل في 2017-10-20.
- Janice Gross Stein (2007). Uneasy partners: multiculturalism and rights in Canada. Wilfrid Laurier Univ. Press. ISBN:978-1-55458-012-5. مؤرشف من الأصل في 2020-04-15.
- Stephen Tierney (2007). Multiculturalism and the Canadian Constitution. UBC Press. ISBN:978-0-7748-1445-4. مؤرشف من الأصل في 2020-04-15.
- Richard J. F. Day (2000). Multiculturalism and the history of Canadian diversity. University of Toronto Press. ISBN:978-0-8020-8075-2. مؤرشف من الأصل في 2020-04-15.
- Yasmeen، Abu-Laban؛ Stasiulis، Daiva (2000). Ethnic Pluralism under Siege: Popular and Partisan Opposition to Multiculturalism (PDF). Canadian Public Policy. ج. 18, No. 4. مؤرشف من الأصل (PDF) في 2020-04-15.

## وصلات خارجية
- Multiculturalism in Canada debated – CBC video archives (Sep 14, 2004 – 42:35 min)
- Multicultural Canada – Government of Canada
- Multiculturalism – Citizenship and Immigration Canada

1. ↑  Troper, H. (1989). Multiculturalism Multicultural Canada. Retrieved March 28, 2012 نسخة محفوظة 18 فبراير 2015 على موقع واي باك مشين.
2. ↑  Charmaine Nelson؛ Camille Antoinette Nelson (2004). Racism, Eh?: a critical inter-disciplinary anthology of race and racism in Canada. Captus Press. ص. 445. ISBN:978-1-55322-061-9. مؤرشف من الأصل في 2020-04-15.